# NGC 4761
NGC 4761 is een elliptisch sterrenstelsel in het sterrenbeeld Maagd. Het hemelobject werd in 1882 ontdekt door de Duitse astronoom Ernst Wilhelm Leberecht Tempel.

## Synoniemen
- MCG -1-33-39
- HCG 62C
- PGC 43768